# Accordo di Reichstadt

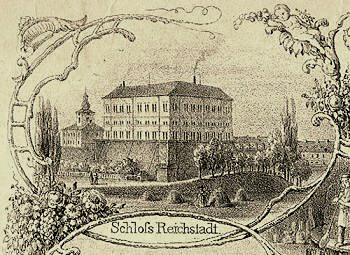
Schloß Reichstadt, litografia 1853

L'accordo di Reichstadt fu un accordo stipulato tra l'Austria-Ungheria e la Russia nel luglio 1876, allora alleate insieme alla Germania nella Lega dei tre Imperatori, o Dreikaiserbund. Erano presenti gli imperatori russo e austro-ungarico insieme ai loro ministri degli esteri, il principe Gorchakov di Russia e il conte Andrassy d'Austria-Ungheria. L'incontro a porte chiuse ebbe luogo l'8 luglio nella città boema di Reichstadt (l'odierna città ceca di Zákupy). I due Stati si accordarono per un approccio comune alla soluzione della questione d'oriente, a causa dei disordini nell'Impero ottomano e degli interessi in qualità di potenze maggiori nei Balcani. I due imperi discussero inoltre sulla probabile guerra russo-turca (che poi avvenne nel 1877-1878), i suoi possibili esiti e sugli accadimenti di ogni scenario.
La successiva Convenzione di Budapest del 1877 confermò i punti principali, ma quando la guerra si concluse con il Trattato di Santo Stefano nel 1878, i termini del trattato erano molto diversi e portarono all'insistenza austriaca di convocare una revisione al Congresso di Berlino nello stesso anno. Questi eventi gettarono le basi per la successiva crisi bulgara del 1885-1888 e, infine, per la prima guerra mondiale.

## Formato
Le trattative si svolsero in un ambiente privato e quasi informale. È significativo che i risultati dell'incontro non siano stati trascritti, così che il punto di vista austriaco e russo su quanto concordato differiva in modo significativo. Non c'era né una convenzione formale firmata né un protocollo firmato. I minuti vennero dettati separatamente sia da Andrassy che da Gorchakov, suggerendo che nessuna delle due parti si fidava davvero dell'altra. La portata dell'annessione concordata austriaca in Bosnia-Erzegovina è rimasta controversa. Furono queste incongruenze che resero necessarie ulteriori discussioni alla Conferenza di Costantinopoli e alla successiva Convenzione di Budapest, sebbene queste in gran parte confermassero o modificassero le discussioni di Reichstadt.

## Termini dell'accordo
I cristiani balcanici avrebbero ottenuto una certa indipendenza.
L'Austria avrebbe permesso alla Russia di guadagnare in Bessarabia e nel Caucaso.
La Russia avrebbe permesso all'Austria di conquistare la Bosnia.
Russia e Austria concordarono di non creare un grande Stato slavo nei Balcani.

## Implicazioni
Ciò significò effettivamente che l'Austria stava assicurando alla Russia di rimanere fuori da una guerra tra la Russia e l'Impero ottomano. Rilevò anche che austriaci e russi erano d'accordo su come sarebbero stati divisi i Balcani in caso di vittoria russa.

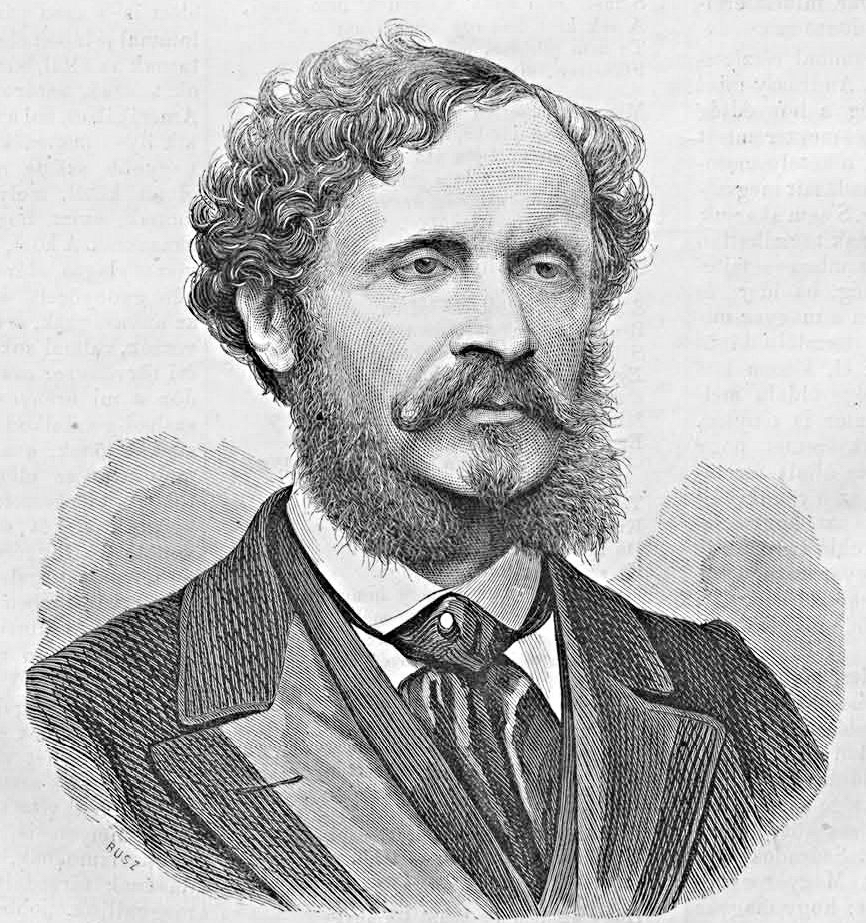
Andrassy
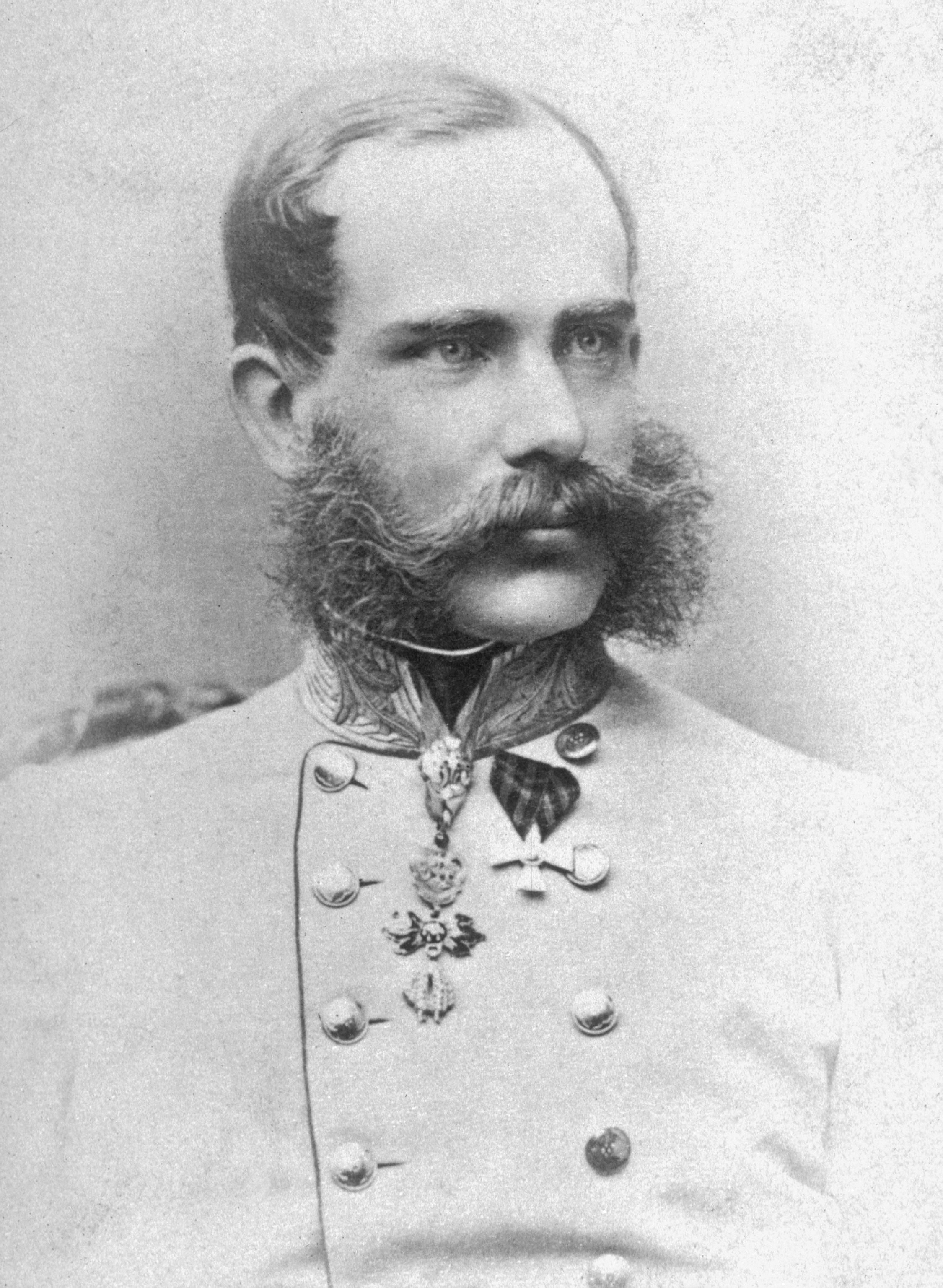
Francesco Giuseppe
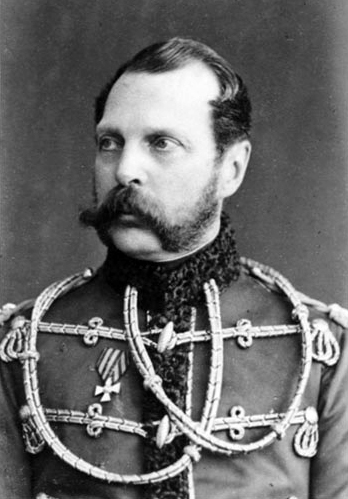
Alessandro II.
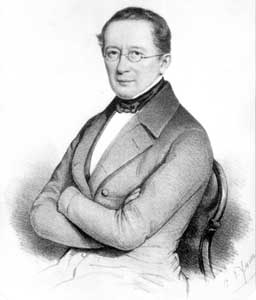
Gorchakov